# Terpenoid
Terpenoidi, ili izoprenoidi, su velika i raznovrsna klasa prirodnih organskih jedinjenja koja je slična terpenima. Oni su izvedeni iz izoprenskih jedinica sastavljenih i modifikovanih na mnogobrojne načine. Većina njih su multiciklične strukture koje se međusobno razlikuju ne samo u funkcionalnim grupama, nego i u njihovom osnovnom ugljeničnim skeletonima. Ovi lipidi se mogu naći u svim klasama živih bića, i oni su jedna od najvećih grupa prirodnih proizvoda.
Biljni terpenoidi se široko koriste zbog njihovih aromatičnih svojstava. Oni su deo tradicionalnih biljnih lekova. Istražuje se mogućnost njihove primene za antibakterijske, antineoplastične, i druge farmaceutske svrhe.
Terpenoidi doprinose mirisu eukaliptusa, ukusu cimeta, karanfilića, i đumbira, i žutoj boji cveća. Dobro-poznati terpenoidi su citral, mentol, camfor, Salvinorin A biljke Salvia divinorum, i kanabinoidi nađeni u kanabisu.
Steroidi i steroli životinja nastaju iz terpenoidnih prekurzora. U pojedinim okolnostima terpenoidi se dodaju proteinima, npr., da bi se pojačalo njihovo vezivanje za ćelijske membrane. To se naziva izoprenilacijom.
Većina njih su supstrat biljnih citohroma P450.

## Struktura i klasifikacija
Terpeni su ugljovodonici koji nastaju kombinacijom nekoliko izoprenskih jedinica. Terpenoidi se mogu smatrati terpenima kod kojih su metil grupe pomerene ili uklonjene, ili su dodati atomi kiseonika. (Neki autori koriste termin terpen u širem smislu, tako da obuhvata terpenoide.) Poput terpena, terpenoidi se mogu klasifikovati na osnovu broja isoprenskih jedinica:
- Hemiterpenoidi, 1 izoprenska jedinica (5 ugljenika)
- Monoterpenoidi, 2 izoprenske jedinice (10C)
- Seskviterpenoidi, 3 izoprenske jedinice (15C)
- Diterpenoidi, 4 izoprenske jedinice (20C) (npr. ginkgolidi)
- Sesterterpenoidi, 5 izoprenskih jedinica (25C)
- Triterpenoidi, 6 izoprenskih jedinica (30C)
- Tetraterpenoidi, 8 izoprenskih jedinica (40C) (npr. karotenoidi)
- Politerpenoid sa većim brojem izoprenskih jedinica

## Spoljašnje veze
- nomenklatura terpenoida